# Tramontana
La tramontana (del latín transmontanus-i, "de más allá de la montaña") es un viento frío y turbulento del noreste o norte, que en España sopla principalmente sobre el archipiélago de las Islas Baleares y el noreste de Cataluña. Usa el norte de los Pirineos y el suroeste del Macizo Central (Francia) como zona de aceleración, para internarse en el Mediterráneo. Puede durar varios días con vientos seguidos con rachas de más de 200 km/h.
Además, en la isla de Mallorca existe una cadena montañosa que se denomina sierra de Tramontana (Serra de Tramuntana en catalán). En Croacia, más concretamente en la isla de Cres (la isla más norteña del Adriático) se denomina "tramontana" a la mitad septentrional de la isla. Esta división norte-sur viene determinada por el paralelo 45 que la atraviesa más o menos por la mitad. Las dos partes de la isla tienen características geográficas y ecológicas claramente diferenciadas.

## Navegación con Tramontana

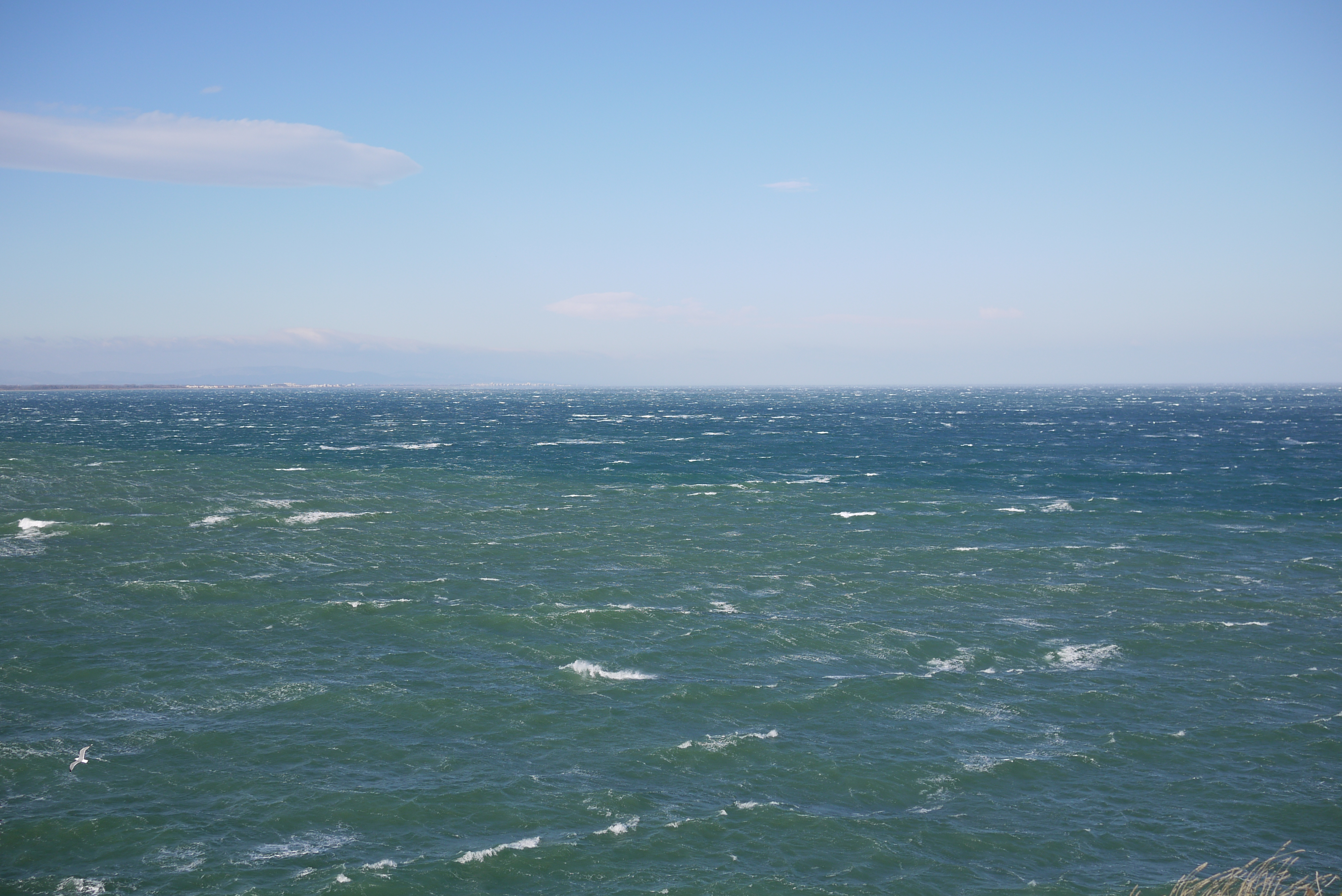
Temporal marítimo con viento de Tramontana en Collioure (Francia).

El viento de tramontana es relativamente frecuente en el Mediterráneo español, especialmente durante los meses de invierno. Hay dos zonas bastante diferenciadas en cuanto a la incidencia de este viento: al este y al oeste del meridiano que pasa por el Cabo de Creus - Cabo de Formentor. Al oeste de este meridiano, excepto el Rosellón, Alto Pirineo y Ampurdán, la tramontana es un viento frío que difícilmente pasa de moderado (ya que la orografía pirenaica actúa de pantalla) y no excesivamente húmedo, tan sólo puede llevar asociado lloviznas. Al ser un viento de tierra, toda la costa catalana proporciona cobijo de este viento y no suele levantar temporales importantes. Pero en el este de este meridiano, la situación es muy diferente, ya que ni la costa ni la orografía ofrecen ningún cobijo; entonces, en este sector la tramontana es un viento muy intenso que puede alcanzar con relativa facilidad velocidades cercanas a los 100 km/h, al tiempo que alza temporales marítimos muy importantes y muy peligrosos para la navegación.
En las Islas Baleares, este mismo meridiano antes mencionado hace que se pueda hablar de dos zonas bien diferenciadas: al oeste, el efecto de abrigo del Pirineo y de la Sierra de Tramontana mallorquina hacen que la tramontana apenas se perciba en la Bahía de Palma, donde es un viento flojo y terral. En cambio, al este, en toda la Bahía de Alcudia y especialmente en la zona de la Península de Artá y sobre todo en Menorca, la tramontana es un viento violento y con mucho recorrido marítimo que alza temporales muy importantes en toda la costa comprendida entre Isla Dragonera - Cabo de Formentor - Capdepera y toda la costa norte de Menorca. Abundantes naufragios en esta costa así lo atestiguan, y también por eso es una costa muy balizada, con ocho faros importantes en Mallorca entre la isla Dragonera y el cabo de Capdepera, y otros tres en la costa norte menorquina. La costa sur de Menorca y el área comprendida entre el cabo de Capdepera, el cabo de Las Salinas y Dragonera ofrecen refugios importantes para este viento. La tramontana es un viento duro igualmente en el Estrecho de Cabrera, ya que, además de penetrar un poco en el Puerto de Cabrera, dificulta la navegación hacia la costa mallorquina, aunque, al tener poco recorrido marítimo, no alza temporales importantes.

## En la cultura popular

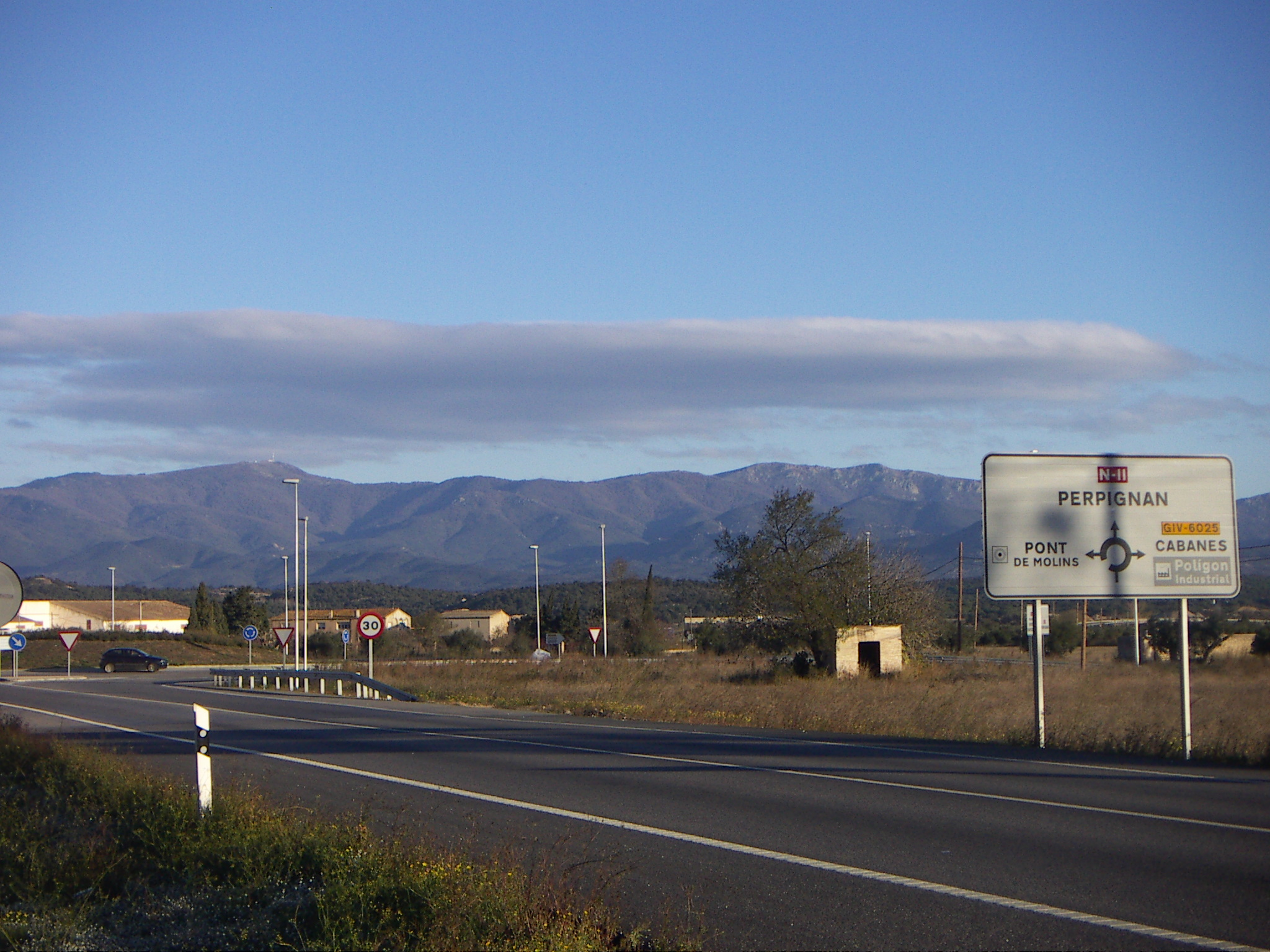
Característica nube de tramontana sobre Requesens y el Pico Neulós en la Sierra de la Albera (Provincia de Gerona, España).

Cuando sopla este viento, el cielo suele presentar un color azul intenso. Este nombre aparece ya en las obras de Ramon Llull con las formas "tremuntana" o "tremontana". 
La presencia de la tramontana es particularmente intensa en la comarca catalana del Ampurdán, y son numerosas las referencias literarias y artísticas a este viento. Josep Pla o Salvador Dalí han contribuido de manera decisiva a crear un referente mítico y simbólico de este viento. El poeta ampurdanés Carles Fages de Climent escribió la Oración al Cristo de la Tramontana, muy popular en el Ampurdán, que luego inspiraría un lienzo de su amigo Salvador Dalí, expuesto en el Teatro-Museo Dalí. También, entre otros, Gabriel García Márquez se refiere a la tramontana en Doce cuentos peregrinos: es uno de los ocho vientos. El cantautor catalán Joan Manuel Serrat menciona este viento en su canción "De cuando estuve loco", en el verso que reza: 

"De cuando estuve loco aún conservo 
un par de gramos de delirio en rama, 
por si atacan con su razón los cuerdos 
y un viento fuerza seis de tramontana".